# Drew Powell
Drew Powell est un acteur américain, né le 19 janvier 1976 à Noblesville (Indiana).

## Filmographie

### Cinéma

#### Films
- 2004 : Starship Troopers 2 : Héros de la Fédération de Phil Tippett : le soldat Kipper Tor[1]
- 2006 : The Marine de John Bonito : Joe
- 2007 : Mexican Sunrise de Rowdy Stovall : Tindol
- 2007 : Chambre 1408 de Mikael Håfström : l'assistant de l'hôtel
- 2010 : Camp Hell de George VanBuskirk : Bob
- 2011 : Chiens de paille (Straw Dogs) de Rod Lurie : Bic
- 2011 : Touchback de Don Handfield (en) : Dwight Pearson
- 2015 : Reparation de Kyle Ham : CMS Fishman
- 2015 : Sex, Death and Bowling (en) d'Ally Walker : Tim Hollister
- 2016 : Message from the King de Fabrice Du Welz : Merrick
- 2017 : Inheritance de Tyler Savage : Del Morse
- 2017 : Geostorm de Dean Devlin : Chris Campbell (non crédité)
- 2018 : Wanderland de Josh Klausner : Donny Softlicker
- 2019 : Ted K de Tony Stone : Tom[2] (en tournage[2])
- 2024 : Ordinary Angels : Dave
- 2025 : The Unbreakable Boy (en) de Jon Gunn : Joe

#### Courts métrages
- 2006 : The Window de Clea Frost : l'inspecteur
- 2009 : The Five Stages of Grief of a TV Guest Star d'Anthony C. Ferrante : Drew Powell
- 2009 : The System de Marcos Zavitsanos : Jimmy
- 2012 : Guitar Face de Christopher Hanada et Tanner Kling : Paul Werner
- 2012 : Safe Room de Matt Carmody : Leo
- 2012 : Impulsive de Timothy C. Reischauer : Joey
- 2015 : Skeletons de Terryl Burke : Eric Hess
- 2016 : Parachute Girls d'Alex Rubens : Ash
- 2017 : Hutterite de Rebecca Flinn-White : le ministre

### Télévision

#### Téléfilms
- 2007 : Fubly de Todd Holland : Dale
- 2011 : The Pee-Wee Herman Show on Broadway de Marty Callner : l'ours / M. Window
- 2012 : Widow Detective de Davis Guggenheim : Lee Kessler
- 2013 : The List de Ruben Fleischer : Eli Dunston / Eddie Daley
- 2018 : Terror in the Woods de D. J. Viola : Nathan
- 2018 : L.A. Confidential de Michael Dinner : inspecteur Carlisle

#### Séries télévisées
- 2000-2001 : Malcolm (Malcolm in the Middle) : le cadet Drew (11 épisodes)
- 2001 : Popular : le videur (saison 2, épisode 15)
- 2001 : V. I. P. : Jock (saison 4, épisode 1)
- 2001-2002 : Ponderosa : Eric « Hoss » Cartwright (20 épisodes)
- 2004 : Les Experts (CSI: Crime Scene Investigation) : le policier de la cellule de détention (saison 4, épisode 23)
- 2005 : Over There : le recruteur de la marine (saison 1, épisode 8)
- 2006 : Monk : Eddie Murdoch (saison 5, épisode 4)
- 2007 : Cold Case : Affaires classées (Cold Case) : Casey Evans en 2007 (saison 4, épisode 20)
- 2007 : The Office : le barman (saison 4, épisode 9)
- 2007 : FBI : Portés disparus (Without a Trace) : le garde de la sécurité (saison 6, épisode 5)
- 2008 : Urgences (ER) : Dennis Voltaire (saison 14, épisode 16)
- 2008 : Dr House (House M.D.) : Anthony (saison 5, épisode 3)
- 2008 : Turbo Dates : Silas (saison 1, épisode 5)
- 2009 : Psych : Enquêteur malgré lui (Psych) : l'un des joueurs de football (saison 3, épisode 13)
- 2009 : US Marshals : Protection de témoins (In Plain Sight) : Sandy / Sandor Kane (saison 2, épisode 3)
- 2009 / 2011 : Leverage : Jack Hurley (saison 1, épisode 10 / saison 4, épisode 14)
- 2011 : Memphis Beat : Clay Williams (saison 2, épisode 1)
- 2011 : Ringer : l'inspecteur Singer (saison 1, épisode 4)
- 2011 : American Horror Story : l'inspecteur Collier (saison 1, épisode 2)
- 2011 : Grey's Anatomy : Carl Shatler (saison 8, épisode 7)
- 2011 : Unforgettable : Kevin McMillan (saison 1, épisode 8)
- 2012 : Southland : l'officier Merkel (saison 4, épisodes 6 et 7)
- 2012 : Raising Hope : Warden (saison 2, épisodes 21 et 22)
- 2012 : Awake : George O'Dell (saison 1, épisode 9)
- 2012 : La Diva du divan (Necessary Roughness) : Ryan « Rhino » Norton (saison 2, épisode 6)
- 2012 : True Blood : Ryder (saison 5, épisode 8)
- 2012 : Bones : Paulo Romano (saison 8, épisode 2)
- 2012 : NCIS : Enquêtes spéciales (NCIS: Naval Criminal Investigative Service) : Fred Hadley (saison 10, épisode 8)
- 2012 : Modern Family : Terry (saison 4, épisode 9)
- 2012-2013 : Mentalist (The Mentalist) : agent du FBI Reede Smith (6 épisodes, saisons 5 et 6)
- 2013 : Hawaii 5-0 (Hawaii Five-0) : le coach Eric Blair / Larry Banks (saison 3, épisode 18)
- 2013 et 2020 : Ray Donovan : Gary O'Malley (saison 1, épisode 7 et saison 7, épisode 8)
- 2013 : Major Crimes : Ron Browning (saison 2, épisode 7)
- 2013 : Twisted : le coach Harry Chandler (saison 1, épisodes 4, 7 et 10)
- 2014 : Castle : Sam Carson (saison 6, épisode 16)
- 2014-2018 : Gotham : Butch Gilzean / Solomon Grundy (74 épisodes)
- 2015 : Man Jam : Bud (6 épisodes)
- 2015 : Aquarius : Tolson (saison 1, épisode 5)
- 2015 : The Exes : Jim (saison 4, épisode 14)
- 2015 : Flynn Carson et les Nouveaux Aventuriers : Ray, l'esprit de la librairie (saison 2, épisode 5)
- 2019 : 9-1-1 : David Cohen (saison 2, épisode 14)
- 2019 : Chicago Police Department : Chris Boyd (saison 6, épisode 22)
- 2019 : Looking for Alaska : Frank Young (mini-série, épisode 7)
- 2020 : AJ and the Queen : Carl (saison 1, épisode 6)
- 2020 : The Insiders : Leo (saison 1, épisode 1)
- 2020 : Hightown : Anthony Delviccario (2 épisodes)
- 2020 : Grey's Anatomy : Station 19 : Fowler (saison 4, épisode 1)
- 2021 : Coyote (en) : Joe Don Walker (3 épisodes)
- 2021 : Lucifer : le coach Dale McVey (saison 5, épisode 10)
- 2021 : Leverage Redemption (en) : Jack Hurley (saison 1, épisode 12)
- 2022 : Young Sheldon : Roy (3 épisodes)
- 2023 : The Rookie : Le Flic de Los Angeles : Eric « knuckles » Mills (saison 5, épisode 13)
- 2023 : Cooper's Bar : Griff (2 épisodes)
- 2024 : Chicago Med : Harry Shorr (saison 9, épisode 1)
- 2024 : Larry et son nombril : Cyrus (2 épisodes)
- 2024 : Monstres : l'inspecteur Tom Linehan (2 épisodes)
- 2025 : Tracker : Joe Marsh (saison 2, épisode 20)

### Jeux vidéo
- 2012 : Hitman: Absolution : voix additionnelles (voix originale)
- 2013 : Grand Theft Auto V : voix additionnelles (voix originale)

## Voix francophones
En France, Frédéric Souterelle est la voix française la plus régulière de Drew Powell. Jean-Luc Atlan l'a également doublé à quatre reprises.
En France
| - Frédéric Souterelle dans : - Leverage (série télévisée) - Mentalist (série télévisée) - Aquarius (série télévisée) - Chicago Police Department (série télévisée) - 9-1-1 (série télévisée) - Lucifer (série télévisée) - Space Cadet (en) - The Rookie : Le Flic de Los Angeles (série télévisée) - Jean-Luc Atlan dans (les séries télévisées) : - Ringer - Gotham - AJ and the Queen - Young Sheldon - Pascal Casanova, dans : - Starship Troopers 2 : Héros de la Fédération - FBI : Portés disparus (série télévisée) - Psych : Enquêteur malgré lui (série télévisée) - Jean-François Aupied dans (les séries télévisées) : - Raising Hope - True Blood - Bones | - Marc-Antoine Frédéric dans (les séries télévisées) : - US Marshals : Protection de témoins - NCIS : Enquêtes spéciales - Bruno Magne dans (les séries télévisées) : - Flynn Carson et les Nouveaux Aventuriers - Monstres : L'Histoire de Lyle et Erik Menéndez et aussi - Stéphane Ronchewski dans Malcolm (série télévisée) - Patrick Donnay dans The Marine - Gilles Morvan dans Chiens de paille - Stéphane Bazin dans Unforgettable, (série télévisée) - Franck Capillery dans Southland (série télévisée) - Lionel Tua dans Awake (série télévisée) - Michel Mella dans Modern Family (série télévisée) - Xavier Béja dans Hawaii 5-0 (série télévisée) - Thibaut Belfodil dans Ray Donovan (série télévisée) - Bruno Georis dans Twisted (série télévisée) - Luc Florian (1951 - 2023) dans Castle (série télévisée) - Thomas Roditi dans Looking for Alaska (série télévisée) - Xavier Fagnon dans The Pitt (série télévisée) |

Au Québec
- Tristan Harvey dans The Marine[9]
- Patrick Baby dans Chiens de paille[9]